# Componente Terrestre do Exército Belga

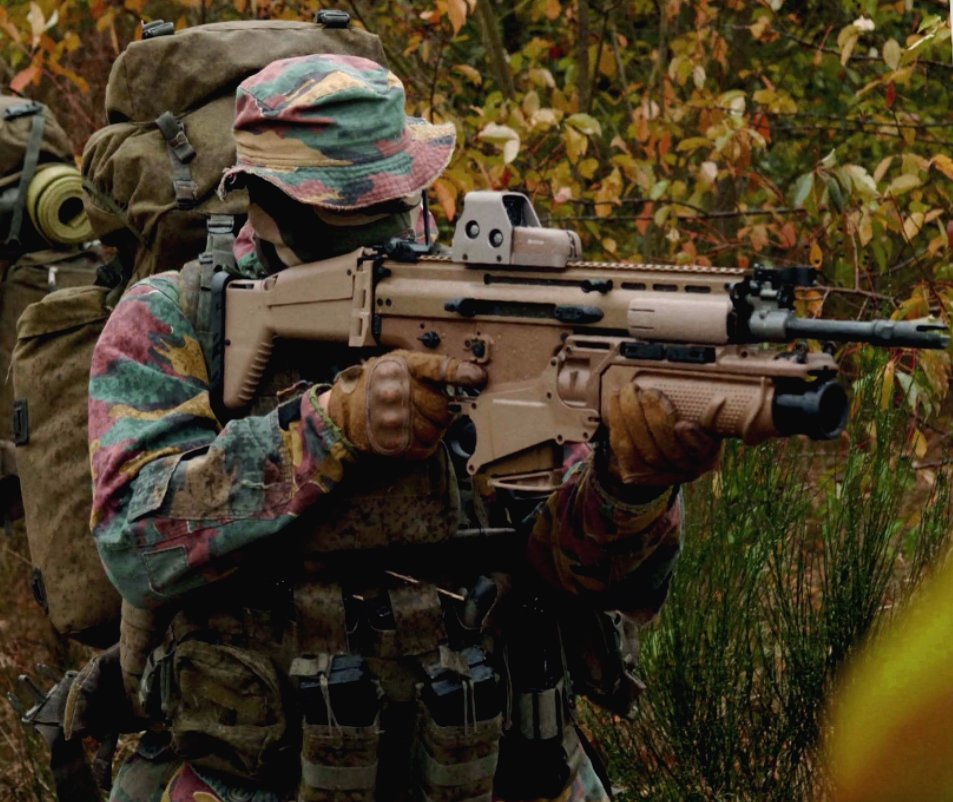
Um soldado belga.

O Componente Terrestre das Forças Armadas da Bélgica (em francês: Composante terre, em neerlandês: Landcomponent), anteriormente a Força Terrestre, é o serviço em terra da forças armadas da Bélgica. O actual chefe de equipe do Componente Terrestre é major-general Pierre Gérard.